# Granastyochus fulgidus
Granastyochus fulgidus là một loài bọ cánh cứng trong họ Cerambycidae.